# The Colour of My Love
The Colour of My Love là album phòng thu thứ mười hai và album tiếng Anh thứ ba của ca sĩ người Canada Celine Dion, phát hành ngày 9 tháng 11 năm 1993 bởi Sony Music. Sau thành công của hai album tiếng Anh đầu tiên Unison (1990) và Celine Dion (1992), Dion lên kế hoạch thực hiện album tiếp theo với sự tham gia sản xuất của David Foster, Ric Wake, Walter Afanasieff, Christopher Neil và Guy Roche, trong khi Diane Warren đảm nhận sáng tác bốn bản nhạc. Tiếp tục theo đuổi phong cách pop ballad, The Colour of My Love bao gồm hai bản hát lại của "The Power of Love" và bản song ca với Clive Griffin cho bộ phim năm 1993 Sleepless in Seattle "When I Fall in Love". Năm 1995, album được tái phát hành tại Nhật Bản với một bài hát mới "To Love You More", được thu âm cho bộ phim truyền hình nổi tiếng tại Nhật Koibito yo (My Dear Lover).
Sau khi phát hành, The Colour of My Love nhận được những phản ứng trái chiều từ các nhà phê bình âm nhạc, trong đó họ đánh giá cao chất giọng của Dion nhưng cũng vấp phải nhiều quan điểm trái chiều về tính nhất quán trong album và phong cách sáng tác quá rập khuôn. Tuy nhiên, album đã gặt hái những thành công lớn về mặt thương mại, đứng đầu các bảng xếp hạng ở Úc, Canada, Đan Mạch, Ireland, Na Uy và Vương quốc Anh, đồng thời lọt vào top 10 ở hầu hết những thị trường khác, bao gồm vươn đến top 5 ở Hà Lan, New Zealand và Thụy Điển. Tại Hoa Kỳ, album đạt vị trí thứ tư trên bảng xếp hạng Billboard 200 và được chứng nhận sáu đĩa Bạch kim bởi Hiệp hội Công nghiệp Ghi âm Hoa Kỳ (RIAA), công nhận sáu triệu bản được tiêu thụ tại đây. Ngoài ra, đĩa hát còn chiến thắng hai giải Juno cho Album của năm và Album bán chạy nhất (Trong nước và Quốc tế).
Năm đĩa đơn đã được phát hành từ The Colour of My Love, trong đó đĩa đơn đầu tiên "The Power of Love" trở thành bản nhạc quán quân đầu tiên của Dion trên bảng xếp hạng Billboard Hot 100 và nhận được một đề cử giải Grammy cho Trình diễn giọng pop nữ xuất sắc nhất năm 1995. Đĩa đơn thứ ba "Think Twice" gặt hái nhiều thành công ở châu Âu và đứng đầu bảng xếp hạng ở Vương quốc Anh trong bảy tuần. "To Love You More" cũng đạt vị trí số một tại Nhật Bản, và là một trong những đĩa đơn của nghệ sĩ quốc tế bán chạy nhất tại đây. Để quảng bá album, Dion thực hiện chuyến lưu diễn The Colour of My Love Tour với 68 đêm diễn và đi qua Bắc Mỹ, Châu Âu và Châu Á. Tính đến nay, The Colour of My Love đã bán được hơn 20 triệu bản trên toàn cầu, trở thành một trong một trong những album bán chạy nhất mọi thời đại.

## Danh sách bài hát
| Bản tiêu chuẩn   | Bản tiêu chuẩn                                      | Bản tiêu chuẩn                                                 | Bản tiêu chuẩn                    | Bản tiêu chuẩn |
| STT              | Nhan đề                                             | Sáng tác                                                       | Sản xuất                          | Thời lượng     |
| ---------------- | --------------------------------------------------- | -------------------------------------------------------------- | --------------------------------- | -------------- |
| 1.               | "The Power of Love"                                 | Gunther Mende Candy DeRouge Jennifer Rush Mary Susan Applegate | David Foster                      | 5:42           |
| 2.               | "Misled"                                            | Peter Zizzo Jimmy Bralower                                     | Ric Wake                          | 3:30           |
| 3.               | "Think Twice"                                       | Andy Hill Peter Sinfield                                       | Christopher Neil Aldo Nova [a]    | 4:47           |
| 4.               | "Only One Road"                                     | Zizzo                                                          | Wake                              | 4:48           |
| 5.               | "Everybody's Talkin' My Baby Down"                  | Arnie Roman Russ DeSalvo                                       | Wake                              | 4:01           |
| 6.               | "Next Plane Out"                                    | Diane Warren                                                   | Guy Roche                         | 4:57           |
| 7.               | "Real Emotion"                                      | Warren                                                         | Wake                              | 4:26           |
| 8.               | ""When I Fall in Love"" (song ca với Clive Griffin) | Edward Heyman Victor Young                                     | Foster                            | 4:20           |
| 9.               | "Love Doesn't Ask Why"                              | Barry Mann Cynthia Weil Phil Galdston                          | Walter Afanasieff                 | 4:08           |
| 10.              | "Refuse to Dance"                                   | Charlie Dore Danny Schogger                                    | Neil                              | 4:22           |
| 11.              | "I Remember L.A."                                   | Tony Colton Richard Wold                                       | Neil                              | 4:12           |
| 12.              | "No Living Without Loving You"                      | Warren                                                         | Roche                             | 4:22           |
| 13.              | "Lovin' Proof"                                      | Warren                                                         | Wake                              | 4:11           |
| 14.              | "Just Walk Away" (track bổ sung ngoại trừ Mỹ)       | Marti Sharron Albert Hammond                                   | Steve Lindsey Humberto Gatica [a] | 4:58           |
| 15.              | "The Colour of My Love"                             | Foster Arthur Janov                                            | Foster                            | 3:25           |
| Tổng thời lượng: | Tổng thời lượng:                                    | Tổng thời lượng:                                               | Tổng thời lượng:                  | 65:39          |

| Track bổ sung bản tái phát hành tại Nhật (1995) | Track bổ sung bản tái phát hành tại Nhật (1995) | Track bổ sung bản tái phát hành tại Nhật (1995) | Track bổ sung bản tái phát hành tại Nhật (1995) | Track bổ sung bản tái phát hành tại Nhật (1995) |
| STT                                             | Nhan đề                                         | Sáng tác                                        | Sản xuất                                        | Thời lượng                                      |
| ----------------------------------------------- | ----------------------------------------------- | ----------------------------------------------- | ----------------------------------------------- | ----------------------------------------------- |
| 16.                                             | "To Love You More"                              | Foster Junior Miles                             | Foster                                          | 5:32                                            |
| Tổng thời lượng:                                | Tổng thời lượng:                                | Tổng thời lượng:                                | Tổng thời lượng:                                | 71:11                                           |

Ghi chú
- ^[a]  nghĩa là sản xuất bổ sung

## Xếp hạng
| Bảng xếp hạng (1993–1996)                | Vị trí cao nhất |
| ---------------------------------------- | --------------- |
| Album Úc (ARIA)                          | 1               |
| Album Áo (Ö3 Austria)                    | 18              |
| Album Bỉ (Ultratop Vlaanderen)           | 1               |
| Album Bỉ (Ultratop Wallonie)             | 13              |
| Canada Top Albums/CDs (RPM)              | 1               |
| Album Canada (The Record)                | 1               |
| Album Đan Mạch (Hitlisten)               | 1               |
| Album Hà Lan (Album Top 100)             | 2               |
| Album Châu Âu (Music & Media)            | 4               |
| Album Phần Lan (Suomen virallinen lista) | 7               |
| Album Pháp (SNEP)                        | 7               |
| Album Đức (Offizielle Top 100)           | 16              |
| Album Ireland (IRMA)                     | 1               |
| Album Ý (Musica e dischi)                | 11              |
| Album Nhật Bản (Oricon)                  | 7               |
| Album New Zealand (RMNZ)                 | 2               |
| Album Na Uy (VG-lista)                   | 1               |
| Album Bồ Đào Nha (AFP)                   | 2               |
| Album Quebec (ADISQ)                     | 1               |
| Album Scotland (OCC)                     | 1               |
| Album Tây Ban Nha (PROMUSICAE)           | 7               |
| Album Thụy Điển (Sverigetopplistan)      | 4               |
| Album Thụy Sĩ (Schweizer Hitparade)      | 9               |
| Album Anh Quốc (OCC)                     | 1               |
| Album Hoa Kỳ Billboard 200               | 4               |

| Bảng xếp hạng (1993)                | Vị trí |
| ----------------------------------- | ------ |
| Canada Top Albums/CDs (RPM)         | 43     |
| Bảng xếp hạng (1994)                | Vị trí |
| Album Úc (ARIA)                     | 48     |
| Canada Top Albums/CDs (RPM)         | 2      |
| Album Pháp (SNEP)                   | 34     |
| Album New Zealand (RMNZ)            | 32     |
| Hoa Kỳ Billboard 200                | 16     |
| Bảng xếp hạng (1995)                | Vị trí |
| Album Úc (ARIA)                     | 2      |
| Album Bỉ (Ultratop Flanders)        | 3      |
| Album Bỉ (Ultratop Wallonia)        | 34     |
| Canada Top Albums/CDs (RPM)         | 67     |
| Album Hà Lan (Album Top 100)        | 8      |
| Album Châu Âu (Music & Media)       | 6      |
| Album Đức (Offizielle Top 100)      | 35     |
| Album Nhật Bản (Oricon)             | 98     |
| Album New Zealand (RMNZ)            | 6      |
| Album Tây Ban Nha (PROMUSICAE)      | 29     |
| Album Thụy Điển (Sverigetopplistan) | 32     |
| Album Thụy Sĩ (Schweizer Hitparade) | 10     |
| Album Anh Quốc (OCC)                | 3      |
| Hoa Kỳ Billboard 200                | 116    |
| Bảng xếp hạng (1996)                | Vị trí |
| Album Úc (ARIA)                     | 22     |
| Album Hà Lan (Album Top 100)        | 23     |
| Album Châu Âu (Music & Media)       | 87     |
| Album Nhật Bản (Oricon)             | 43     |
| Album New Zealand (RMNZ)            | 45     |
| Album Anh Quốc (OCC)                | 55     |
| Hoa Kỳ Billboard 200                | 197    |

| Bảng xếp hạng        | Vị trí |
| -------------------- | ------ |
| Album Anh Quốc (OCC) | 77     |

## Chứng nhận
| Quốc gia | Chứng nhận  | Số đơn vị/doanh số chứng nhận |
| --- | ----------- | ----------------------------- |
| Úc (ARIA) | 9× Bạch kim | 630.000‡                      |
| Áo (IFPI Áo) | Vàng        | 25.000*                       |
| Bỉ (BEA) | 2× Bạch kim | 100.000*                      |
| Canada (Music Canada) | Kim cương   | 1,500,000                     |
| Phần Lan (Musiikkituottajat) | Bạch kim    | 40,289                        |
| Pháp (SNEP) | Bạch kim    | 300.000*                      |
| Đức (BVMI) | Vàng        | 250.000^                      |
| Ý (FIMI) | Vàng        | 50.000*                       |
| Nhật Bản (RIAJ) | 3× Bạch kim | 1,013,450                     |
| Hà Lan (NVPI) | 3× Bạch kim | 300.000^                      |
| New Zealand (RMNZ) | 6× Bạch kim | 90.000^                       |
| Na Uy (IFPI) | 3× Bạch kim | 150.000*                      |
| Tây Ban Nha (PROMUSICAE) | Bạch kim    | 100.000^                      |
| Thụy Điển (GLF) | Bạch kim    | 100.000^                      |
| Thụy Sĩ (IFPI) | Bạch kim    | 50.000^                       |
| Thổ Nhĩ Kỳ (Mü-Yap) | Vàng        | 20,000                        |
| Anh Quốc (BPI) | 5× Bạch kim | 1,816,915                     |
| Hoa Kỳ (RIAA) | 6× Bạch kim | 6.000.000^                    |
| Tổng hợp |             |                               |
| Châu Âu (IFPI) | 4× Bạch kim | 4.000.000*                    |
| Đông Nam Á | —           | 1,500,000                     |
| Toàn cầu | —           | 20,000,000                    |
| * Chứng nhận dựa theo doanh số tiêu thụ. ^ Chứng nhận dựa theo doanh số nhập hàng. ‡ Chứng nhận dựa theo doanh số tiêu thụ và phát trực tuyến. |             |                               |